# Вариация числа копий генов
Вариация числа копий (англ. Copy number variation, CNV) — вид генетического полиморфизма, к которому относят различия индивидуальных геномов по числу копий хромосомных сегментов размером от 1 тыс. до нескольких млн. пар оснований. CNV возникают в результате несбалансированных хромосомных перестроек, таких как делеции и дупликации.  Значительный полиморфизм по CNV у человека стал очевиден после окончания полного секвенирования нескольких геномов. Крупные делеции или дупликации могут быть выявлены при микроскопическом анализе метафазных хромосом, однако подавляющая часть CNV выявляется при помощи сравнительной геномной гибридизации и при полногеномном SNP-генотипировании.
Результатом вариации может явиться снижение или повышение числа копий определенного гена, и, следовательно, пониженная или повышенная экспрессия продукта гена — белка или некодирующей РНК. Влияние числа копий гена на фенотип было отмечено еще в 1930 годах, в частности, было показано, что дупликация гена Bar у дрозофилы вызывает сужение глаз, или «Bar-фенотип».
Исследование количества копий генов при распространённых заболеваниях позволяет уточнить роль генов, поскольку число их копий ранее почти не учитывалось. Генетические карты, показывающие количество копий генов, могут использоваться для исследования унаследованных вариаций, связанных с передаваемыми из поколения в поколение отклонениями. Построение генетических карт здоровых людей полезно для отсеивания тех вариаций, которые, возникая при хромосомных аберрациях, не вносят вклад в патологические проявления; это позволит сузить круг генов-кандидатов. Наконец, изучение вариаций числа копий позволяет построить более точную геномную карту человека и других организмов.
Ученые, исследующие эволюцию геномов, иногда используют знания о различиях в числе генов, сравнивая геномы двух родственных видов, например, человека и шимпанзе.

## Роль в заболеваниях
Различия в числе копий генов могут обуславливать предрасположенность либо повышенную устойчивость организма к заболеваниям. Например, повышенное число копий гена CCL3L1 ассоциировано со сниженной восприимчивостью к ВИЧ, а пониженное число копий FCGR3B может способствовать развитию системной красной волчанки и иных воспалительных аутоиммунных заболеваний.
Вариации числа копий могут быть связаны с аутизмом, трудностями в обучении, предрасполагать к развитию шизофрении.